# Леонардо Алагон
Леонардо II де Алагон (итал. Leonardo Alagon; 1436, Ористано — 1494, Хатива) — сардинский дворянин, четвёртый и последний маркиз Ористано (1470—1478).

## Биография

Герб маркизов де Ористано

В 1470 году, после смерти маркиза Ористано Сальваторе Кубелло (потомка по мужской линии от Угоне II из Арбореи), право собственности на поместье перешло к наследнику, назначенному по завещательному акту, его племяннику Леонардо Алагону, первенцу (восемь детей) его сестры Бенедетты Кубелло и дворянина Артальдо Алагон-и-Луна, сеньора де Пина-де-Эбро и Састаго. Уже Артальдо, происходивший от первых арагонцев «ricos hombres», восстал против короны: в 1410 году под командованием четырёх кораблей с Кассиано Дориа штурмовал защищаемый арагонцами Лонгоне.
Маркиз Леонардо женился на Марии Линан де Морильо, от которой родилось четверо сыновей, не имевших наследников, и две дочери.
Этой преемственности из-за мятежного поведения отца Леонардо, Артальдо, противостоял военный наместник Сардинии Николо Каррос д’Арбореа, сеньор Мандаса и Терранова-Паузании, который стремился к обладанию этой обширной территорией, утверждая, что завещание не имело значения, потому что король Хуан II уже решил, что после смерти Кубелло маркизат Ористано и графство Гочеано будут включены в состав Арагонской короны. Первое сражение произошло 14 апреля 1470 года под Урасом, где преобладал Алагон, тогда как Карросу пришлось отступить к Кальяри.
В 1474 году по Урхельскому мирному договору король Арагона Хуан II (называемый Великим) признал Леонардо Алагону право наследования, но провокационное поведение Карроса действительно снова развязало войну. Наместник не осмелился встретиться со своим соперником в чистом поле, он отправился в Барселону и убедил короля возбудить дело против маркиза по обвинению в государственной измене и уголовном преступлении с последующей конфискацией феодальных владений и смертной казнью. Указом 1477 года король распространил осуждение на всю семью Алагон.
Конфликт также распространился на северные районы, где Леонардо Алагону обещали помощь генуэзцы и герцог Миланский, но они не прибыли. Вместо этого Николо Каррос получил хорошо вооруженные войска из Сицилии и Неаполя.

## Битва при Макомере
19 мая 1478 года армия Леонардо Алагона потерпела сокрушительное поражение в битве при Макомере. Леонардо перед поражением покинул поле боя и вместе со своими братьями, сыновьями и виконтом Санлури бежал в Бозу, откуда они сели на корабль с намерением добраться до Корсики.

## Замок Хатива
Из-за предательства корабль изменил курс на Сицилию, где они были переданы адмиралу Вильямарину, который вместо того, чтобы доставить их вице-королю Сицилии, доставил их в Барселону.

## Заключение и смерть

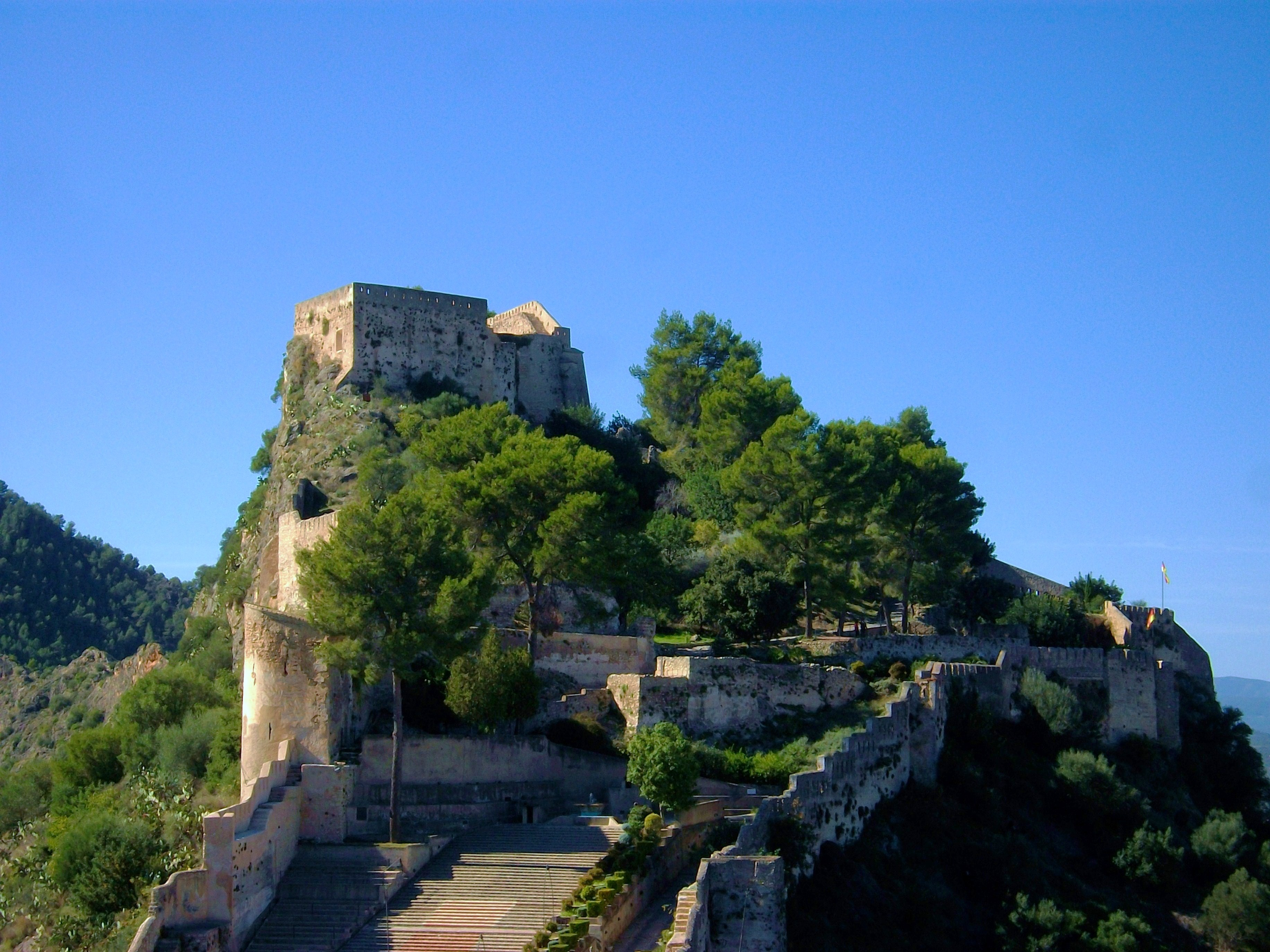
Замок Хатива

Позднее они были заключены в валенсийский замок Хатива, где в 1494 году умерли Леонардо и Джованни де Сена, виконт Санлури. По словам писателя Петера Карбони, их смерть была вызвана горем и глубокой нравственной болью за пережитые печальные события: они были похоронены на подземном кладбище замка Хатива.
Вместо этого родственники маркиза были освобождены по приказу короля, но они не могли вернуться на Сардинию. Таким образом, с 1481 года маркизат Ористано перешел к короне и управлялся королевским чиновником.
Один из сыновей Леонардо, Сальваторе, всё-таки сумел вернуться на остров и за женитьбу на Изабелле Бехора Сивильери получить чин графа Вилласора: потомки будут иметь титул маркиза. Дом-крепость Алагонов до сих пор остаётся самым интересным памятником в Вилласоре. От брата Леонардо, Франческо, будет продолжаться много поколений.
Герб рода Алагон изображался следующим образом: «золото или серебро с шестью чёрными шарами»; маркиз Леонардо добавил «вырванное с корнем зелёное дерево» судей Арбореи.
Поражение маркиза Леонардо считается окончательным провалом последней попытки восстановить независимое государственное образование на Сардинии. Преемственность Алагон представляла собой элемент преемственности Giudicato of Arborea, и это не было оценено короной Арагона. По словам арагонского хрониста Джеронимо Зурита, на самом деле арагонский правитель не одобрял смерть Сальваторе Кубелло без прямых наследников, которую принял на себя его племянник, поэтому считался ответственным за военные события, которые должны были произойти, и последующее поражение. Титул маркиза Ористано принимал король Арагона, затем короли Испании, Сардинии и Италии.